# Djibouti (oraș)
Djibouti (Jibuti) este capitala statului Djibouti. Este localizată în  partea de est a statului, pe o peninsulă ce desparte Golful Tadjourah de Golful Aden. Orașul Djibouti adăpostește circa 600.000 de locuitori, cuprinzând peste 60% din populația țării. Așezarea a fost fondată în 1888 de catre francezi, pe un teren concesionat de guvernământul sultanilor Somaliei și Afar. 
În prezent orașul acționează ca o poartă între Cornul Africii și Peninsula Arabică, și este un centru administrativ, cultural, educațional și financiar regional și național. Aeroportul International Djibouti-Ambouli este principalul aeroport din orașul Djibouti, conectând capitala către toate destinațiile internaționale majore.

## Demografie
Populația în orașul Djibouti este împărțită în mai multe grupuri: afarii și somalezii, religia musulmană fiind majoritară. Djibouti este un oraș multi-etnic. Populați de aproximativ 604013 de locuitori face ca orașul să fie cea mai mare așezare din țară. Peisajul urban al orașului este modelat de numeroase comunități.
Principalele limbi vorbite sunt somali și afar, iar franceza și araba sunt de asemenea vorbite și înțelese. Limba engleză poate fi vorbită în centrele de turism, dar nu este vorbită de localnici. În perioada colonială, expatriați europeni, în special francezi, au contribuit la populația Djiboutiului.

### Religie

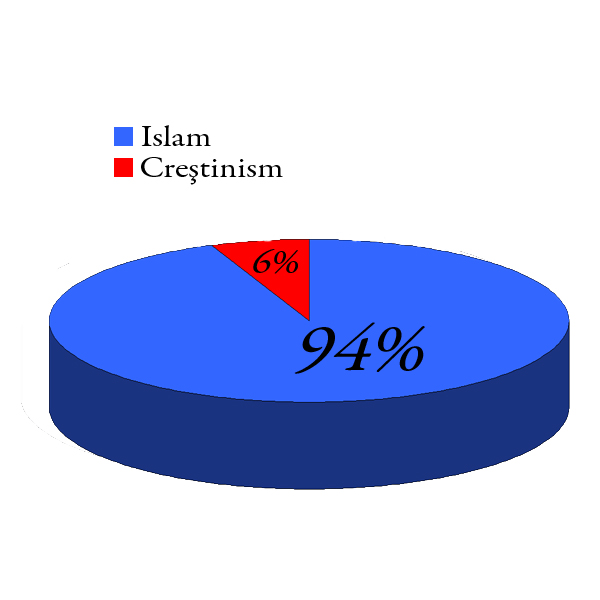
Religia

Populați Djiboutiului este predominant musulmană. Islamul reprezintă 94% din populație, iar restul de 6% urmează creștinismul.
| Religie    | Procent |
| ---------- | ------- |
| Islam      | 94%     |
| Creștinism | 6%      |